# Ashridge Park

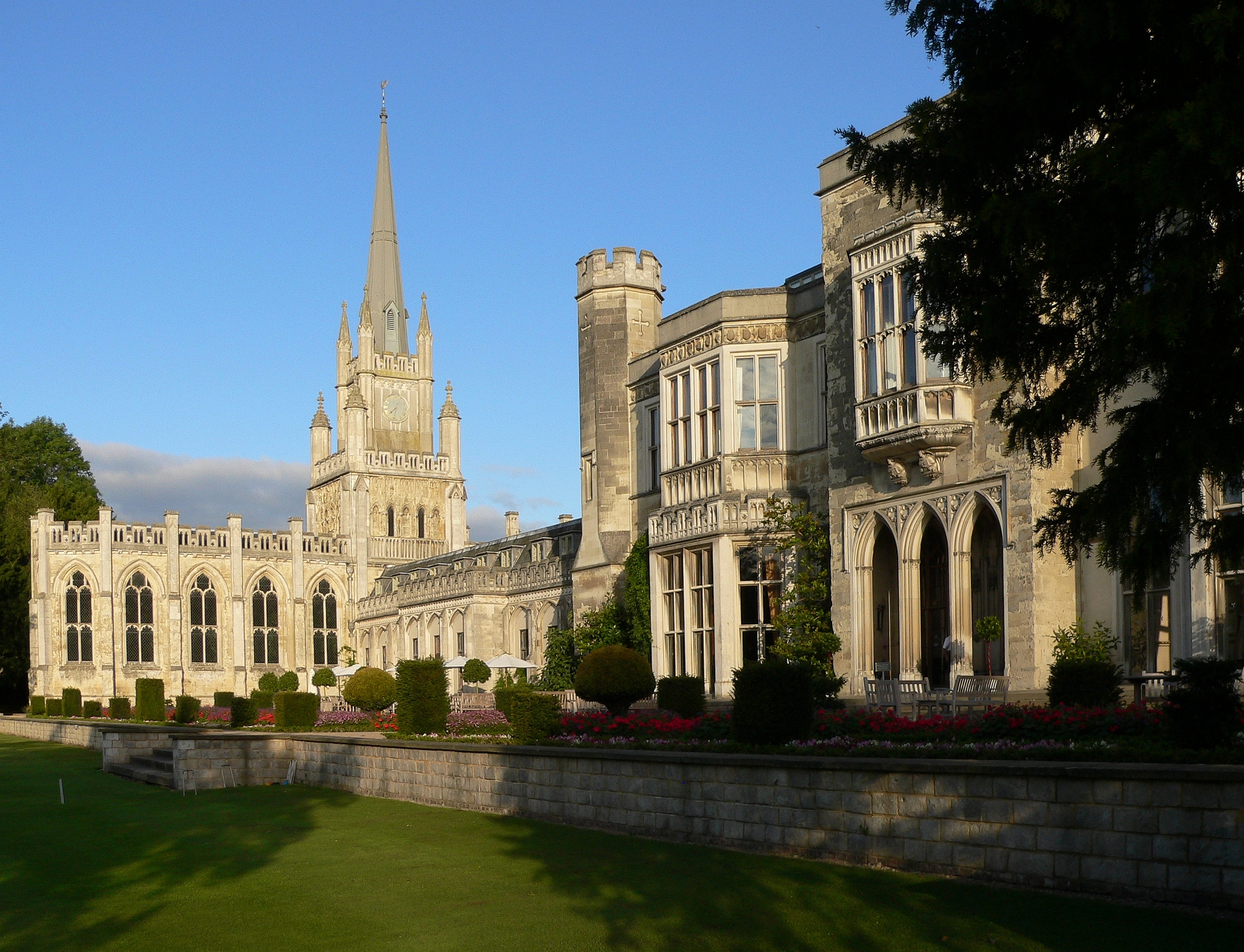
Ashridge Park

Ashridge Park befindet sich bei Little Gaddesden im District Berkhamsted in der Grafschaft Hertfordshire und war der Familiensitz des Earl of Bridgewater. Der Ort Leeds befindet sich dagegen in Nordengland in der Grafschaft Yorkshire. Die Anlage ist seit 1959 Sitz der Ashridge Business School, die im Jahr 2014 mit der Hult International Business School fusionierte.
Ashridge Park wurde mehrmals umgestaltet. Der aktuelle neugotische Bau stammt von James Wyatt aus den Jahren 1806 bis 1813. Die Anlage diente wiederholt als Filmkulisse wie z. B. für Der Erste Ritter und Harry Potter und der Feuerkelch.